# Lex Villia annalis
Lex Villia Annalise или както е известен на български законът Вилий или законът Вилия е в историята на Древен Рим.
Одобрен е през 180 г. пр.н.е. на плебисцит по време на Римската република, по предложение на Луций Вилий (Lucio Villius). Въвежда забрана за прескачане на длъжности по пътя на честта, за да има последователност и предвидимост при и в избора на магистрати. Целта е да не се допуска бърза политическа кариера от млади и неопитни хора. За заемане на различни магистратски длъжности се въвежда изискване за минимална възраст от 36, 39 и 42 години със задължителна „почивка“ от две години между два последователни мандата.
Законът не е спазен при избора на Гай Марий през 107 г. пр.н.е., а Сула го изменя през 79 г. пр.н.е., след избирането му за диктатор.